# 블랙매직 포켓 시네마
블랙매직 포켓 카메라(영어: Blackmagic pocket cinema)은 2013년 9월 출시된 블랙매직 디자인의 시네마 카메라이다. 일반적인 스틸컷 촬영용으로 사용하기에는 부적합하며, 또한 센서 크기가 Super 16으로 포서즈 보다 작은 수준이기 때문에 환산화각은 2.88배율이다. 다만 마운트 자체는 마이크로 포서즈이기 때문에, 해당 렌즈를 모두 사용할 수 있다.
Apple ProRes 422(HQ)과 비손실 압축 Cinema DNG 12 bit으로 기록되며, 23.98, 24, 25, 29.97, 그리고 30fps로 1080HD 해상도 촬영을 지원한다.
2013년 11월, RAW 촬영을 지원하는 Blackmagic Camera 1.5 펌웨어가 업데이트돼 RAW 파일 촬영을 지원한다.

## 같이 보기
- 마이크로 포서즈 시스템